# Euclídea
Euclídea o Los cuatro elementos (en catalán: Euclidiana) es una escultura situada en el parque de Les Corts, en la plaza homónima del distrito de Les Corts de Barcelona. Fue creada en 1989 por Luis Gueilburt.

## Historia y descripción
La escultura fue creada en 1989 por el escultor argentino Luis Gueilburt (Buenos Aires, 1950). Gracias a un programa municipal de instalación de obras de arte en los espacios públicos del distrito de Les Corts fue adquirida por el consistorio y colocada en el jardín de Les Infantes, donde fue inaugurada en la fiesta mayor del barrio, el 8 de octubre de 1989. Sin embargo, en 1996 fue trasladada al parque de Les Corts, creado en 1988 con un proyecto de Carme Fiol. Fue inaugurado en su nuevo emplazamiento el 13 de marzo de 1996.

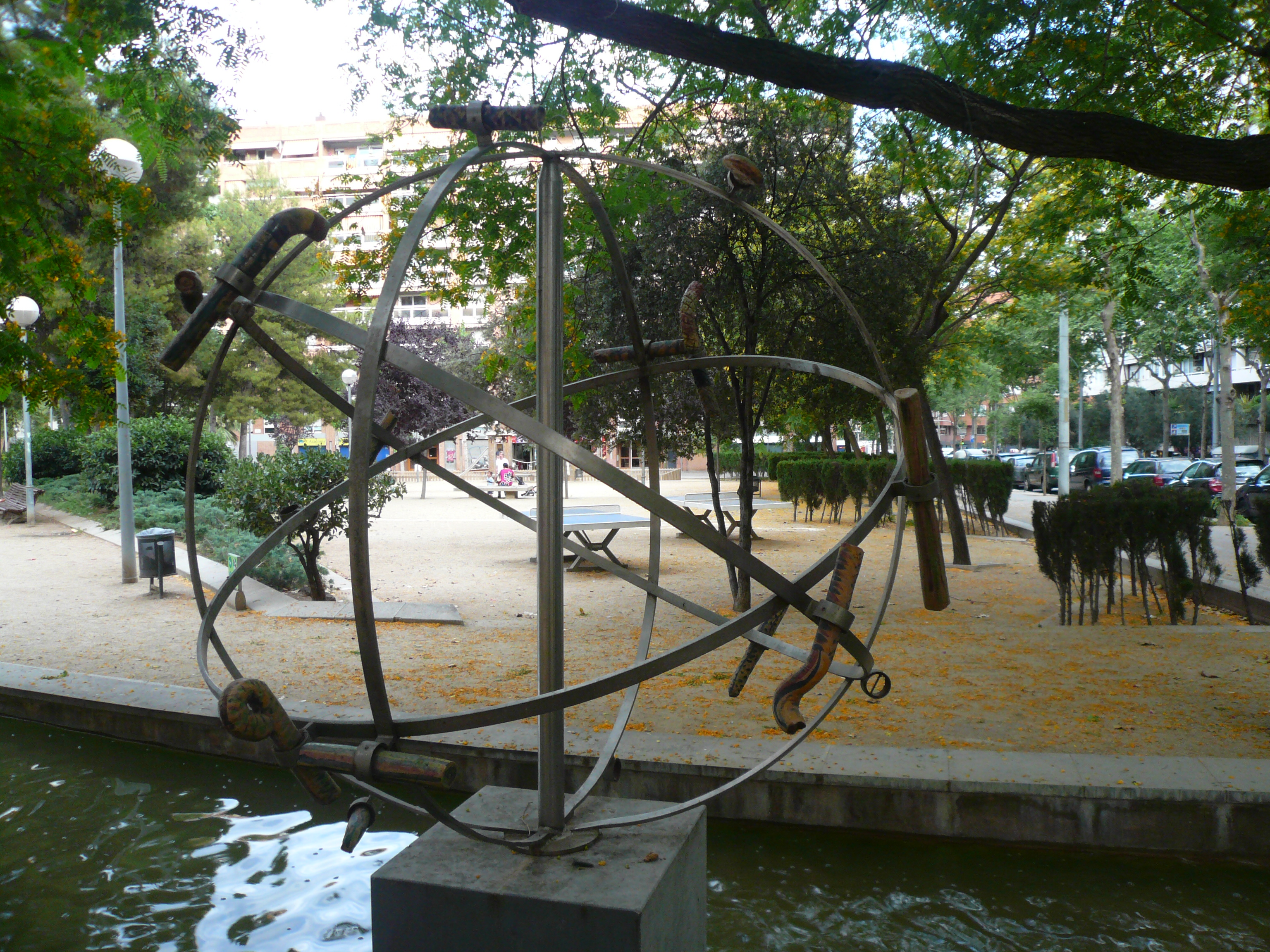
Euclídea

El parque de Les Corts se halla en una plaza de forma rectangular, atravesada en forma diagonal por un canal de agua serpenteante a modo de río artificial, que se puede vadear por varios puentes de pilones sobre el agua. Junto a este terreno se encontraba el Camp de Les Corts, el antiguo estadio del Futbol Club Barcelona. También había antiguamente una fábrica de ladrillos llamada Can Macians, homenajeada en el parque con dos arcos de ladrillo visto situados a ambos extremos del río.
La escultura está situada dentro del agua, en uno de los extremos del canal. Realizada en acero inoxidable y cerámica sobre una base de piedra caliza, está concebida como un homenaje al geómetra griego Euclides. La obra consiste en cuatro círculos de pasamano de acero inoxidable sostenidos por un tubo vertical en el centro del diámetro, además de varias abrazaderas metálicas situadas en los círculos que alojan unas piezas cilíndricas de terracota. Se hallan trece de estos elementos, lo que podría hacer referencia a los trece volúmenes del tratado de Euclides, en que expone sus estudios sobre geometría plana, la geometría del espacio, las proporciones, las grandes magnitudes o las propiedades de los números.
Pese a que la obra no fue concebida para su emplazamiento actual, su colocación ha logrado integrarla perfectamente en el paisaje del parque, en armonía con el río serpenteante. También ha ayudado a ello su dimensión, a escala humana. La lectura visual de la obra es ambivalente, ya que por una parte su trazado geométrico, que recuerda una esfera armilar, le confiere un carácter científico y racional, pero su enigmático trazado y sus elementos desiguales le otorgan un efecto evocador, reflexivo.
En la escultura figura la inscripción EUCLIDIANA I / O LOS IV ELEMENTOS.